# Dušan Kotur
Dušan Kotur (Sisak, 14. veljače 1853. − Zagreb, 12. travnja 1878.) je bio hrvatski pisac, hrvatski rodoljub, prevoditelj i mecena. Bio je gorljivi pristaša Stranke prava.

## Životopis
Rodio se je u Sisku u obitelji pravoslavnih Hrvata, od oca Pavla i majke Ane r. Pajanović. Bio je najmlađe dijete u obitelji. Imao je brata Vasu i sestre Milku i Ljubicu. Otac mu je bio vodio trgovačku kuću, koja je spadala medju najsolidnije i najimućnije trgovačke kuće u Hrvatskoj.  Godine 1861. roditelji su Dušana dali u školu u Karlovac. Namjestili su ga zajedno s Ivanom Vončinom (koji je poslije oženio Dušanovu sestru Milku) kod učitelja Skendera Fabkovića, koji je u njemu ukresao prvu iskru hrvatske svijesti, koja je poslije razgarala sve biće njegovo, a plamen joj napredova napredkom i razvitkom njegova lijepoga duha. Godine 1864. prešao je Kotur u Zagreb na gimnaziju. Boravio je kod Fabkovićevih, pa kod prve, potom kod druge sestre. 
Otac mu je umro 1871. godine. Tad se upoznao s Franjom Cirakijem koji je u to vrijeme poučavao Dušanova rođaka Vlad. Matošića. Nakon očeve smrti brat Vaso preuzeo je brigu o Dušanu. 
Dušan je studirao pravo u Zagrebu i poslije u Pragu. Surađivao je s listom Vijencem. Nekoliko je puta putovao Italijom radi toga da "vremenom napiše djelo o renaissansi u Hrvatskoj i Dalmaciji", ali i zbog toga što je bio slabijeg zdravlja. Strastveno je obilazio galerije i muzeje. Dopisivao se s Augustom Šenoom, drugovao s Ladislavom Mrazovićem, Rikardom Jorgovanićem i drugima.
Dušan Kotur je dobivao za čitanje najbolje hrvatske i njemačke knjige. Znao je češki. Bio je počeo učiti i francuski i talijanski, a gojio je i znanje glazbe. Još kao dječak pisao je književne radove. Mati Ana ga je nadživila. Sačuvala je sve Koturove uradke iz gimnazijski dana, razne redakcije časopise, neprimljene kritike.  
Pisao je i prevodio djela: "Žeravku", veselu igru u jednom činu, koju je preveo s njemačkoga; "General gradjanin" po Goetheu, igrokaz u jednom činu, iz njemačkoga; "Kvekeri" od Kotzebua, igrokaz u jednom činu; "Pijanca", šaljivu igru u tri čina; "Urarov klobuk", veselu igru u jednom činu – francuski komad, ali preveden s njemačkoga; "Poravnanje" od Kornera, žalobna igra u jednom činu. S češkog je na hrvatski preveo dva djela: "Mladiće", sliku iz života, i "Mladež u školah jezuitskih". U djela su i pjesme prevedene i izvorne, "imade izpisa iz pjesnika, koje je upravo čitao, mudrih rečenica itd."
1872. godine razbolio se je od sušice. Takvog je zdravlja počeo nauke na pravoslovnoj akademiji.
Matici hrvatskoj ostavio je zakladu pod svojim imenom i knjige iz te zaklade dosele izdane. Također je oporučno ostavio Matici hrvatskoj i Sv. Jeronimskom društvu dar od 2500 forinta svakom, da pod imenom "zaklade Dušana Kotura" svake druge godine dobije nagradu po sudu odbora Matice hrvatske najbolja pripovijest ili drama, a po sudu odbora "Sv. Jeronimskoga društva" najbolji pučki spis.
Nagrađeno je pet spisa, koji su u smislu zakladnice tiskani medju godišnjim knjigama "Matice". Koturovom zaslugom objavljeni su Milerova "Cvjeta i Miljenko", Tomićev "Novi red", Mažuranićev "Grof Ivan", Vojnovićeva "Psycha", Lepušićeve "Slike iz Bosne" i Novakovo djelo "Pod Nehajem gradom".

## Citati
"Propisi" Dušana Kotura.

## Radovi o njemu
- Rikard Jorgovanić: Dušan Kotur - životopisne crtice, Feljtoni II, 1943.

## Vanjske poveznice
- Ana Pajanović _ Billion Graves Headstone, Cemetery, and Grave Record _ Zagreb. Grobovi Nikole, Vase, Dušana, Ane Kotur i Ljube Matošić r. Kotur i Milke Vončine r. Kotur